# Sulioci

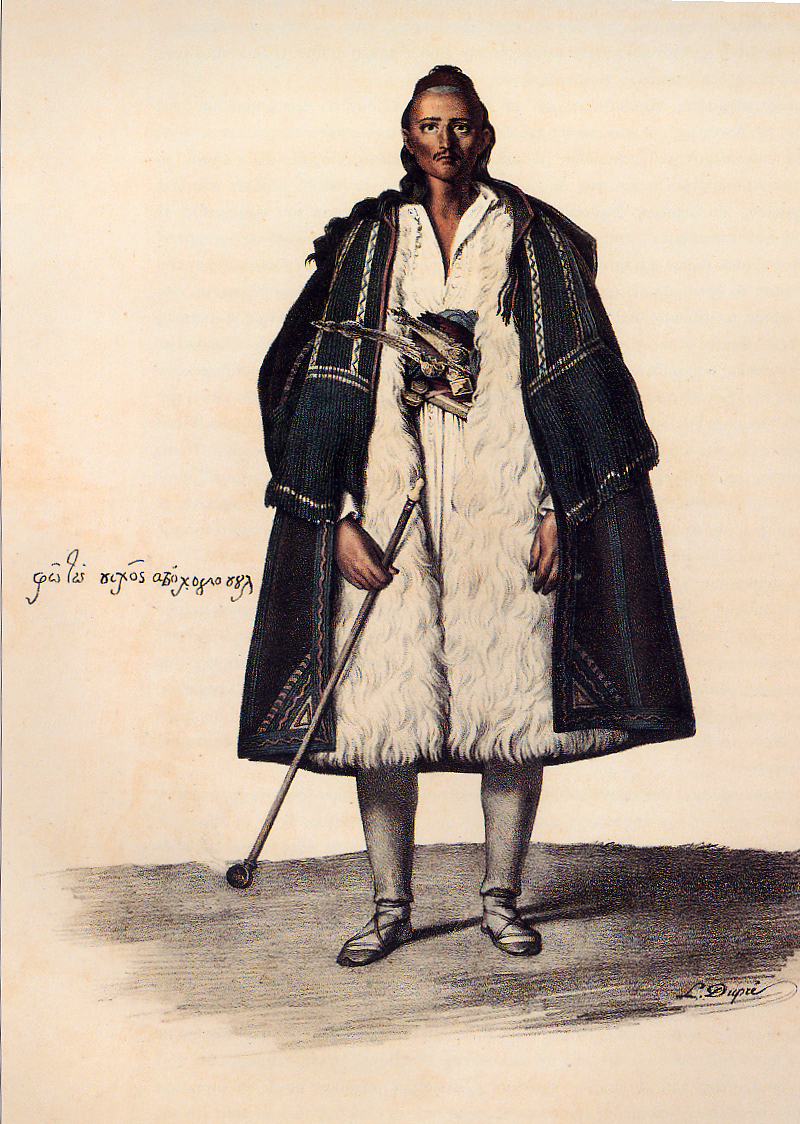
Mieszkaniec Souli według Louisa Dupré, ok. 1820.

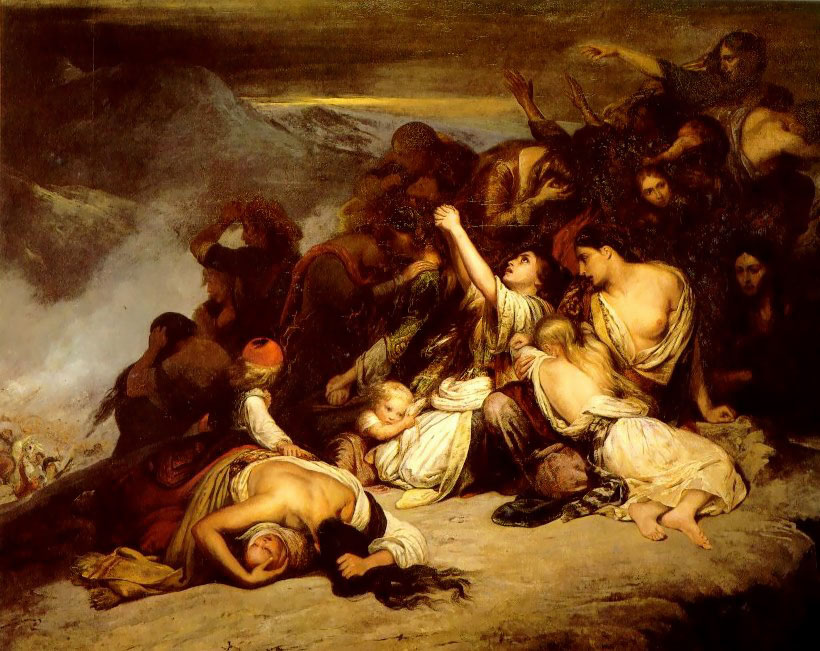
1803 r. Turecki oddział atakuje wioskę, kobiety i dzieci wybiorą następnie skok w przepaść. Suliotki, obraz malarza francuskiego Ary Scheffera

Sulioci (gr. Σουλιώτες - Suliotes, Suliots) – chrześcijańska społeczność gminy Souli w Grecji uformowana w toku ustawicznych walk (głównie z islamskim otoczeniem) o tożsamość i fizyczne przetrwanie w czasach nowożytnych (XVII-XVIII wiek). Określenie etnicznej, czy narodowej przynależności jest problematyczne, należy przyjąć, że Sulioci to autochtoniczna ludność bałkańska, będąca uciekinierami z różnych rejonów Epiru, Tesprotii i Czamerii, w przeszłości posługująca się językiem, zbliżonym do albańskiego i (równolegle) językiem greckim. Sulioci zaistnieli na arenie międzynarodowej prowadząc krwawe walki z Ali Paszą (relacjonowane w prasie europejskiej). Hart ducha kobiet, po wyczerpaniu się amunicji, wybierających wraz z dziećmi śmierć w przepaści (1803 r.), należy dziś do kanonu greckiego wychowania. Miejsce ich kaźni, góra Zalogos, wzbogacona monumentalnym zespołem pomnikowym, stanowi dziś cel szkolnych wycieczek. 
W wojnie o niepodległość Grecji, w latach 1821-1828, Sulioci wyróżnili się m.in. w trakcie obrony ateńskiego Akropolu. Następnie kierowali uznawaną przez Greków za jedno ze szczytowych i najbardziej heroicznych wydarzeń (greckiej) historii, obroną miasta Mesolongion, następnie także przebiciem się przez pierścień otaczających głodujące miasto sił tureckich. Pozostałych obrońców napastnicy mordowali ze szczególnym okrucieństwem, wywołując wrzenie zachodniej opinii publicznej, w konsekwencji także szybką interwencję militarną państw zachodnich po stronie Grecji, w stopniu zabezpieczającym już grecką niepodległość.
Sulioci byli niegdyś liczącą kilkanaście tysięcy osób wspólnotą. Obecnie cztery historyczne wsie suliockie: Kakosouli, Kiafa, Navariko i Samoniva) zamieszkuje 748 osób, natomiast cała gmina Suli nominalnie. liczy 10.951 mieszkańców.

## Język
Pierwotnie Sulioci mówili własnym językiem będący formą (odmianą) dialektu czameryjskiego języka albańskiego. Po ciężkich stratach i znacznym rozproszeniu na pocz. XIX w. język Suliotów ulegał stopniowej hellenizacji, aż do ostatecznego zaniku albańskiego substratu.

## Znani Sulioci

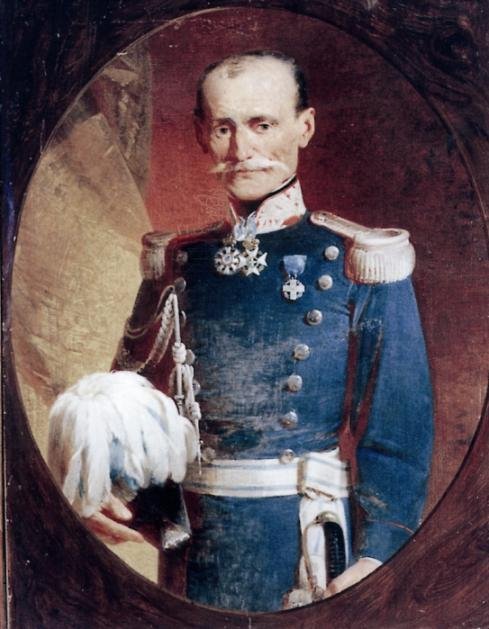
Kostas Botsaris - grecki generał z czasów wojny o niepodległość, z pochodzenia Suliota

- Kostas Botsaris
- Markos Botsaris
- Kitsos Tzavelas